# Hugo Drax
Pour les articles homonymes, voir Drax.
Sir Hugo Drax est un personnage de la série littéraire et cinématographique James Bond, apparaissant dans le roman Moonraker et le film Moonraker. C'est le troisième ennemi de James Bond dans la série de romans, après Le Chiffre et Mister Big.

## Biographie

### Dans le roman
Sir Hugo Drax est un héros britannique de la Seconde Guerre mondiale, travaillant dans le port de Liverpool avant la guerre. Après la guerre, il est devenu millionnaire et légèrement défiguré par une attaque allemande. Ce à quoi il faut ajouter une amnésie.
Lorsque le roman commence, M, le supérieur de James Bond, lui demande d'enquêter afin de savoir pourquoi il triche aux cartes dans le club privé fréquenté par les deux hommes. Mais Sir Hugo Drax est en réalité un traître, et un Allemand. Il s'appelle en effet Hugo Graf von der Drache, et appartint à l'Allemagne nazie au début de la guerre. Ayant pris l'habitude de revêtir l'uniforme britannique, il fut victime d'une attaque de ses propres alliés allemands, qui n'ont pas reconnu Drax, d'où la blessure.
Il a inventé l'amnésie afin d'éviter, une fois la guerre perdue par l'Allemagne, les représailles des alliés. Il fut ensuite anobli par la Couronne d'Angleterre et devint millionnaire. Mais sa haine de la Grande-Bretagne demeura intacte, et il avait projeté de lancer un missile baptisé Moonraker pour détruire Londres. Fort heureusement, Bond dévia le tir du missile sur son navire, ce qui tua Drax et ses acolytes.
C'est le premier méchant de la série romancière à ne pas être affilié à une organisation comme le SMERSH puisqu'il est le chef de son propre complot contre Londres.

### Dans le film
Hugo Drax est un milliardaire californien qui vit dans un château importé de France. Ses Industries Drax fabriquent et vendent des navettes spatiales. C'est un homme très riche et très cruel. Il n'hésite ainsi pas à exécuter sans aucune pitié une de ses simples assistantes sans importance, la belle Corinne Dufour, car elle avait donné par inadvertance des informations à Bond avec lequel elle avait passé la nuit. N'ayant que faire du jeune âge, de la beauté et du travail fourni jusqu'alors par la jeune femme, il lâche des chiens de chasse sur la pauvre fille qui, dévorée vive, perd la vie dans d'atroces souffrances.
Tout comme Karl Stromberg et Max Zorin dans le film L'espion qui m'aimait et Dangereusement vôtre, Drax est un misanthrope qui cherche à décimer l'humanité pour refaire la civilisation selon ses convenances idéalistes. Il a sélectionné des hommes et femmes parfaits, élevés dans sa station Moonraker, qu'il compte sauver du génocide pour refaire une race parfaite.
Avec l'aide de Requin, tueur à gages géant qui a trahi Drax, et de Holly Goodhead de la CIA, Bond l'empêchera d'exécuter son plan en lui tirant une fléchette empoisonnée et en envoyant son corps dans l'espace.
Citation : « Au commencement était le rêve, or le voici réalité. Ici au sein immaculé du firmament, je vais créer une nouvelle super race, une race de phénomènes physiquement parfaits. »
Il est incarné par l'acteur français Michael Lonsdale.

## Origine du nom
Comme pour nombre de ses personnages, Ian Fleming s'est inspiré de celui d'un proche, en l’occurrence l'Amiral Reginald Drax.